# 乔瓦尼·斯凯尔
乔瓦尼·斯凯尔（義大利語：Giovanni Scher，1915年10月21日—1992年），意大利男子赛艇运动员。他曾代表意大利参加1932年夏季奥林匹克运动会赛艇比赛，获得男子四人单桨有舵手银牌。